# Plectiscidea tener
Plectiscidea tener là một loài tò vò trong họ Ichneumonidae.